# Кусекеєвська сільська рада
Кусеке́євська сільська рада (рос. Кусекеевский сельский совет) — муніципальне утворення у складі Бірського району Башкортостану, Росія. Адміністративний центр — село Кусекеєво.

## Населення
Населення — 1158 осіб (2019, 1408 у 2010, 1532 у 2002).

## Склад
До складу поселення входять такі населені пункти:
| Населений пункт         | Населення, осіб (2002) | Населення, осіб (2010) |
| ----------------------- | ---------------------- | ---------------------- |
| Акудібашево, село       | 289                    | 270                    |
| Александровка, хутір    | 6                      | 4                      |
| Андрієвка, присілок     | -                      | 2                      |
| Вознесенка, присілок    | 16                     | 3                      |
| Кандаковка, присілок    | 340                    | 324                    |
| Кусекеєво, село         | 495                    | 504                    |
| Новодесяткино, присілок | 69                     | 55                     |
| Пеньково, село          | 186                    | 157                    |
| Поповка, присілок       | 41                     | 33                     |
| Шамсутдін, присілок     | 90                     | 56                     |